# Gabí de Roma
Gabí de Roma (Salona, Dalmàcia, actual Croàcia, mitjan segle iii - Roma, 296) fou un cristià dàlmata que va morir màrtir durant les persecucions de Dioclecià. És venerat com a sant a tota la cristiandat.